# Bogați (gmina)
Bogați – gmina w Rumunii, w okręgu Ardżesz. Obejmuje miejscowości Bârloi, Bogați, Bujoi, Chițești, Dumbrava, Glâmbocel, Glâmbocelu i Suseni. W 2011 roku liczyła 4636 mieszkańców.